# Gabiri Gorri (manzana)
'Gabiri Gorri es el nombre de una variedad cultivar de manzano (Malus domestica). Esta manzana está cultivada en diversos viveros entre ellos algunos dedicados a conservación de árboles frutales en peligro de desaparición. La manzana 'Gabiri Gorri' es originaria de Guipúzcoa, y actualmente se cultiva debido a su sabor agridulce para repostería y en elaboraciones en cocina, y muy apreciada en la elaboración de sidra.

## Sinónimos
- "Manzana Gabiri Gorri",[6][7]
- "Gabiri Gorri Sagarra".[8][6]

## Historia
'Gabiri Gorri' es una variedad de manzana cultivada en el País Vasco, está considerada incluida en las variedades locales autóctonas muy antiguas, cuyo cultivo se centraba en comarcas muy definidas. Se caracterizaban por su buena adaptación a sus ecosistemas y podrían tener interés genético en virtud de su adaptación. Estas se podían clasificar en dos subgrupos: de mesa o de cocina, y de sidra (aunque algunas tenían aptitud mixta). Es muy apreciada en la cocina y muy importante en la elaboración de sidra en el país vasco por su sabor agridulce.
'Gabiri Gorri' es una variedad mixta, clasificada como muy buena en la elaboración de sidra, también se utiliza en la cocina por su sabor agridulce; difundido su cultivo en el pasado por los viveros comerciales y cuyo cultivo en la actualidad se ha reducido a huertos familiares, y apreciada en elaboraciones culinarias. Variedad presente en Guipúzcoa.

## Características
El manzano de la variedad 'Gabiri Gorri' tiene un vigor alto, es árbol de mediana producción; florece a finales de abril; tubo del cáliz en forma de embudo corto, y con los estambres situados en su mitad.
La variedad de manzana 'Gabiri Gorri' tiene un fruto de tamaño pequeño; forma muy redondeada, atractiva a la vista; piel fina, blanda, cerosa; con color de fondo pardo amarillento, siendo el color del sobre color rojo intenso, importancia del sobre color alto, distribución del color chapa, presenta lenticelas diminutas otro tono de rojo, sensibilidad al ruginoso-"russeting" (pardeamiento áspero superficial que presentan algunas variedades) débil; pedúnculo de tamaño largo, grosor de calibre delgado, fuerte y sobresale de la cavidad peduncular, anchura de la cavidad peduncular estrecha, profundidad de la cavidad pedúncular es hundida con los bordes con ruginoso-"russeting" pardo amarillento que sobresale a los hombros; calicina pequeño y cerrado, profundidad de la cav. calicina poco profunda, de anchura ancha, con ligero fruncimiento de las paredes; sépalos triangulares en la base apretados. 
Carne de color blanco, con textura blanda, de no mucho zumo y mucho aroma; el sabor característico de la variedad, agridulce; corazón de tamaño medio, desplazado. Eje abierto. Cavidades casi imperceptibles. Semillas aristadas, puntiagudas, de tamaño medio, color marrón claro uniforme.
La manzana 'Gabiri Gorri' tiene una época de recolección a principios de otoño, madura en septiembre, de larga duración. Tiene uso mixto pues se usa como manzana en elaboraciones de cocina y repostería, y también como manzana para la elaboración de sidra, como manzana sidrera es una variedad agridulce muy apreciada.